# Dosimeter
Een dosimeter is een apparaat dat de blootstelling aan een bepaalde invloed meet. Meestal gaat het om een meting van schadelijke stoffen of straling die na langdurige lage cumulatieve blootstelling toch schadelijke effecten kunnen hebben.

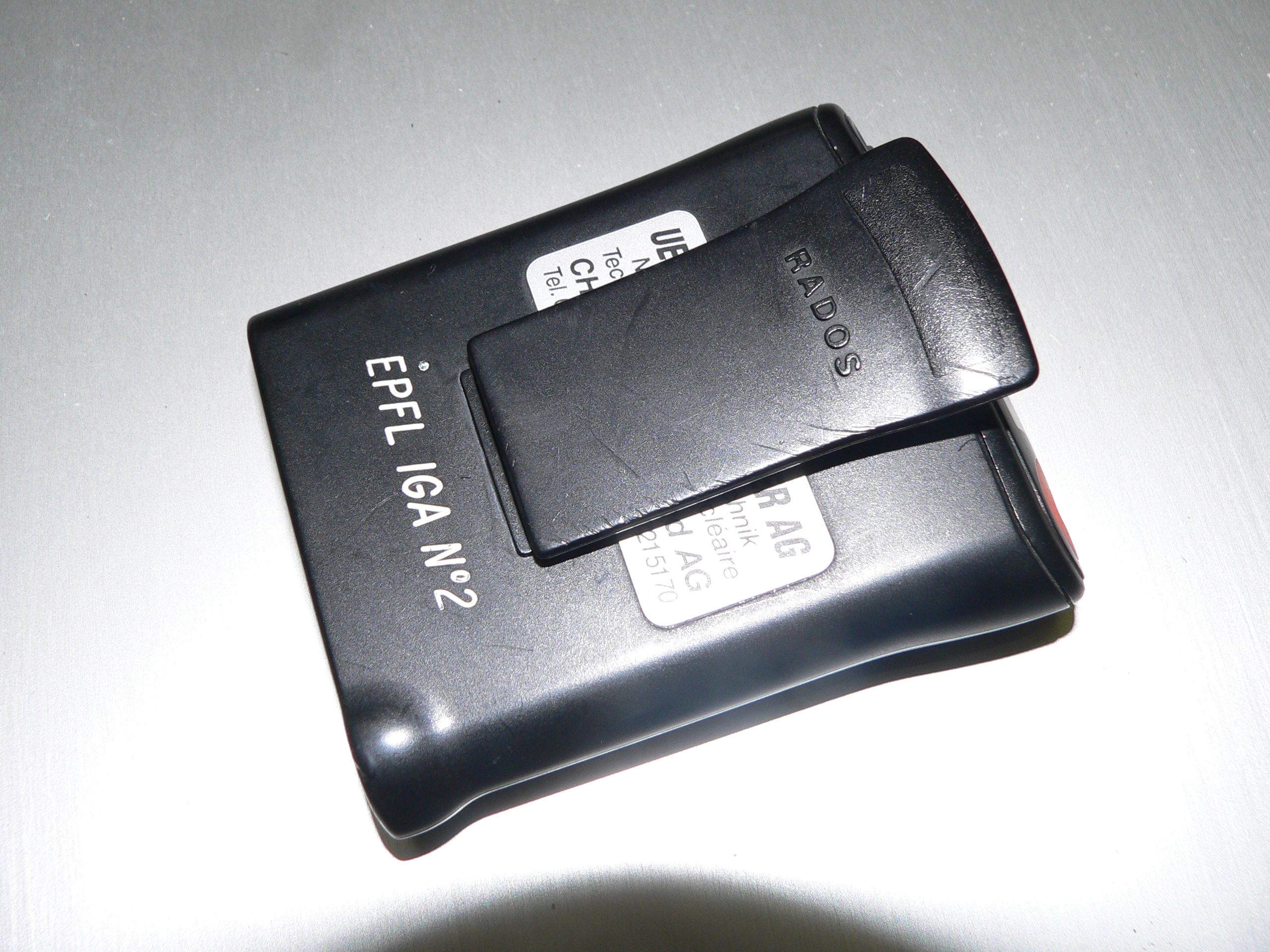
stralingsdosismeter

## Voorbeelden
- Een koolstoffilter met luchtpomp die na laboratoriumanalyse de hoeveelheid organische solventen vaststelt.
- Een radiografiekaartje dat nadien zoals een röntgenfoto met zilverzouten wordt ontwikkeld.